# Ettore Guidetti
| År        | Lag                                 |
| --------- | ----------------------------------- |
| 1999-2001 | Volley 2000 Spezzano (assisterande) |
| 2001-2003 | Polisportiva Solierese              |
| 2003-2005 | Pallavolo Spes Matera               |
| 2005-2006 | Sassuolo Volley                     |
| 2006-2007 | Jogging Volley Altamura             |
| 2007-2008 | Volleyball Santa Croce              |
| 2008-2009 | Chieri Torino Volley Club           |
| 2009-2011 | Verona Volley                       |
| 2012-2013 | Robur Tiboni Volley Urbino          |
| 2013-2014 | Volley Modena (assisterande)        |
| 2014      | Italien U18 (assisterande)          |
| 2014      | Pallavolo Ornavasso                 |
| 2015      | LTS Legionovia Legionowo            |
| 2016      | Idea                                |
| 2016-2017 | Chieri '76 Volleyball               |
| 2018-2020 | Volley Talmassons                   |
| 2019-2021 | Sverige (senior)                    |
| 2020-     | RIG Falköping                       |
| 2021-     | Sverige U19                         |

Ettore Guidetti, född 10 maj 1974 i Mirandola, Italien, är en volleybolltränare.
Ettore kommer från en familj av volleybolltränare, hans far (Gian Paolo Guidetti), farbror (Adriano Guidetti) och kusin  (Giovanni Guidetti, son till Adriano) har alla varit eller är volleybolltränare.
Guidetti har sedan 1999 tränade en mängd volleybollag (damer), i huvudsak i Italien, men även LTS Legionovia Legionowo i polska högstaligan samt varit assisterande coach för italienska damjuniorlandslaget
Han tog 2019 över som förbundskapten för Sveriges damlandslag samt som tränare vid riksidrottsgymnasiet i Falköping. Förbundskaptensuppdraget för seniorlaget pågick till 2021 . Under Guidetti nådde Sverige för första gången på 38 år slutspelet i EM då det kvalificerade sig för EM 2021 och där lyckades nå kvartsfinal Under mästerskapet ställdes Ettore mot sin kusin då Sverige mötte Turkiet, tränat av Giovanni.